# 第三大道919号

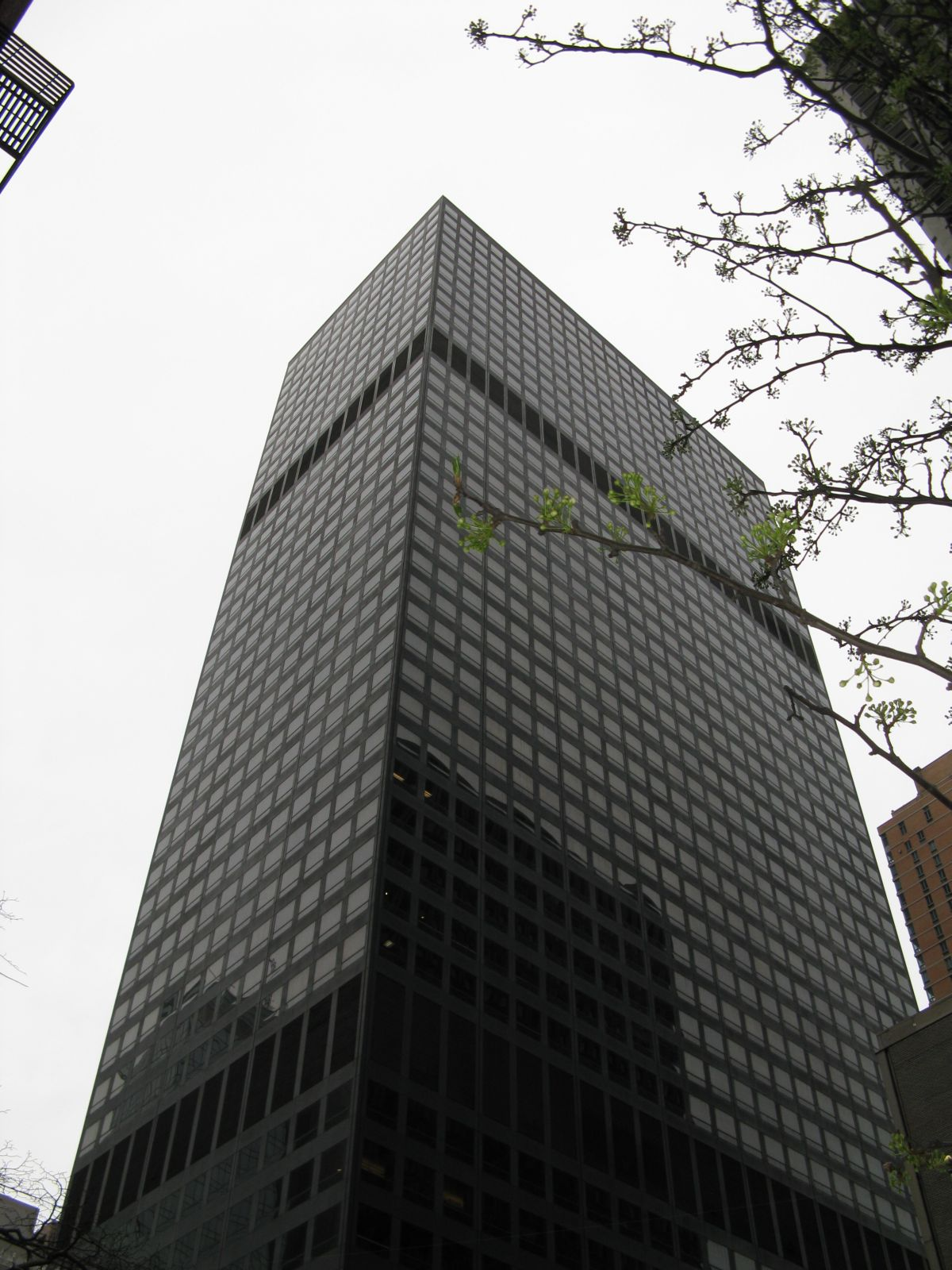

第三大道919号（919 Third Avenue）是位于纽约市曼哈顿中城的一栋写字楼，建于1971年，具体位置为第三大道和东55街交叉口。建筑高615英尺（188米），共有47层楼。大楼由SOM建筑设计事务所设计。